# 21350 Billgardner
21350 Billgardner este o planetă minoră (asteroid), cu un diametru de 3,189 km, din centura de asteroizi. A fost descoperită pe 11 martie 1997 la Observatorul Național Kitt Peak de Spacewatch. 
Obiectul prezintă o orbită caracterizată de o semiaxă mare de 2,7208306 UAi, o excentricitate de 0,09, o înclinație de 4,03286 ° în raport cu ecliptica.